# شاؤول أفيغور
شاؤول أفيغور (بالعبرية: שאול אביגור‏) (11 سبتمبر 1899 - 29 أغسطس 1978) سياسي إسرائيلي، ومؤسس مجتمع المخابرات الإسرائيلي.
في عام 1973، حصل على جائزة إسرائيل لمساهمته الخاصة في المجتمع والدولة. 

## حياته
ولد أفيغور في دفينسك (وهي حاليا دوغافبيلس في لاتفيا) باسم شاؤول مائيروف.
هاجر إلى فلسطين في عام 1912، ودرس في ثانوية هرتسليا العبرية. واشترك في معركة تل حاي في عام 1920. وعندما قُتل ابنه غور مائيروف في حرب عام 1948 بين العرب وإسرائيل، قام بتغيير اسمه إلى أفيغور، والذي يعني «والد غور». وبالاشتراك مع رؤوفين شيلواه قام أفيغور بتأسيس وحدة "شاي" وهي الجناح الاستخباري لمنظمة لهاجاناه، في عام 1934. وشارك منذ عام 1939 في عمليات تهريب اليهود إلى فلسطين تحت الانتداب البريطاني وعُين قائداً لها. وخلال الحرب العربية الإسرائيلية عام 1948، عمل نائبا لوزير الدفاع دافيد بن غوريون. وفي عام 1953 أسس «مكتب الارتباط» المعروف أيضًا باسم «ناتيف»، وهي منظمة إسرائيلية حافظت على الاتصال مع اليهود في الاتحاد السوفيتي خلال الحرب الباردة. وترأس المنظمة حتى عام 1970.
وكان أفيغور صهر رئيس الوزراء السابق موشيه شاريت.

## جوائز
في عام 1973، حصل أفيغور على جائزة إسرائيل لمساهمته الخاصة في المجتمع والدولة.